# 法赫德·穆瓦拉德
法赫德·穆瓦拉德（阿拉伯語：فهد المولد，1994年9月14日—）是沙特阿拉伯的职业足球运动员，司职中场，现效力于沙特阿拉伯职业足球联赛的艾沙比，场上位置以边锋为主，速度快、把握机会能力强，成名极早，16岁便迎来职业联赛首秀。
赫德·阿尔-穆瓦拉德出生在沙特阿拉伯吉达。自打小时候，他就是家里附近一带有名的足球天才。在看到他的出色表现后，巴塞罗那球探找到了他。
2011年，16岁的穆瓦拉德越级进入U20国青队，7月31日代表沙特阿拉伯在2011年國際足協U-20世界盃中出场，在对阵克罗地亚的比赛中打入一粒进球。2012年亚足联冠军联赛四分之一决赛面对中国的广州恒大，他代表伊蒂哈德队在比赛的最后十分钟替补出场打入一球，帮助球队进入半决赛。在2015年亞足聯亞洲盃外圍賽对阵中国男足的比赛中，他代表沙特阿拉伯打入制胜球。
2018年，作为沙特阿拉伯足球协会和西班牙足球甲级联赛合作计划的一部分，他被租借至西甲联赛的莱万特效力，出场两次。他也是沙特阿拉伯队参加2018年国际足联世界杯的国脚之一。

## 成年国家队进球统计
比分顺序中沙特阿拉伯国家队在先
| #   | 日期           | 场地                         | 对手       | 得分 | 赛果 | 赛事                       |
| --- | -------------- | ---------------------------- | ---------- | ---- | ---- | -------------------------- |
| 1.  | 2013年1月9日   | 巴林，哈里发体育城体育场     | 葉門       | 2–0  | 2–0  | 2013年海灣國家盃           |
| 2.  | 2013年2月6日   | 达曼，法赫德王子体育场       | 中國       | 1–0  | 2–1  | 2015年亞足聯亞洲盃外圍賽   |
| 3.  | 2014年3月4日   | 达曼，法赫德王子体育场       | 印度尼西亞 | 1–0  | 1–0  | 2015年亞足聯亞洲盃外圍賽   |
| 4.  | 2014年11月6日  | 达曼，法赫德王子体育场       | 巴勒斯坦   | 2–0  | 2–0  | 友谊赛                     |
| 5.  | 2014年11月14日 | 利雅得，法赫德国王国际体育场 |            | 1–0  | 1–1  | 2014年海灣國家盃           |
| 6.  | 2015年9月3日   | 吉达，阿卜杜拉国王体育场     | 东帝汶     | 7–0  | 7–0  | 2018年國際足協世界盃外圍賽 |
| 7.  | 2015年11月17日 | 东帝汶帝力，国家体育场       | 东帝汶     | 10–0 | 10–0 | 2018年國際足協世界盃外圍賽 |
| 8.  | 2016年10月11日 | 吉达，阿卜杜拉国王体育场     | 阿联酋     | 1–0  | 3–0  | 2018年國際足協世界盃外圍賽 |
| 9.  | 2017年9月5日   | 吉达，阿卜杜拉国王体育场     | 日本       | 1–0  | 1–0  | 2018年國際足協世界盃外圍賽 |
| 10. | 2018年3月23日  | 西班牙马贝拉，市政体育场     | 乌克兰     | 1–1  | 1–1  | 友谊赛                     |

## 荣誉
伊蒂哈德
- 沙特國王盃（1）：2013
- 沙特王儲盃（1）：2016–17

### 個人
- 沙特國王盃：2013年最有价值球员